# Markolf Berchtold
Markolf Berchtold (ur. 9 lutego 1980) – brazylijski kolarz górski.

## Kariera
Pierwszy sukces w karierze Markolf Berchtold osiągnął 3 lipca 2005 roku, kiedy zajął drugie miejsce w downhillu w zawodach Pucharu Świata w Balneário Camboriú. W zawodach tych szybszy był tylko Greg Minnaar z Republiki Południowej Afryki, a trzecie miejsce zajął Francuz Mickaël Pascal. W klasyfikacji końcowej sezonu 2005 Brazylijczyk zajął czternaste miejsce. W 2006 roku został mistrzem kraju w tej samej konkurencji. Kilkakrotnie startował na mistrzostwach świata, najlepszy wynik osiągając podczas MŚ w Rotorua w 2006 roku, gdzie był osiemnasty. Startuje także w four-crossie; w tej konkurencji zajął między innymi 41. miejsce na rozgrywanych w 2002 roku mistrzostwach świata w Kaprun. Nigdy nie startował na igrzyskach olimpijskich.